# Halowe Mistrzostwa Europy w Lekkoatletyce 1975 – skok wzwyż kobiet
Skok wzwyż kobiet – jedna z konkurencji technicznych rozgrywanych podczas halowych lekkoatletycznych mistrzostw Europy w hali Rondo w Katowicach. Rozegrano od razu finał 9 marca 1975. Zwyciężyła reprezentantka Niemieckiej Republiki Demokratycznej Rosemarie Ackermann, która tym samym obroniła tytuł zdobyty na poprzednich mistrzostwach.

## Rezultaty
Rozegrano od razu finał, w którym wzięło udział 12 zawodniczek.

Opracowano na podstawie materiału źródłowego.
| Miejsce | Zawodniczka              | Wynik | Uwagi |
| ------- | ------------------------ | ----- | ----- |
| 1       | Rosemarie Ackermann      | 1,92  | =     |
| 2       | Marie-Christine Debourse | 1,83  |       |
| 3       | Annemieke Bouma          | 1,80  |       |
| 4       | Sara Simeoni             | 1,80  |       |
| 5       | Galina Fiłatowa          | 1,80  |       |
| 6       | Věra Bradáčová           | 1,80  |       |
| 7       | Anna Bubała              | 1,80  |       |
| 7       | Tamara Gałka             | 1,80  |       |
| 9       | Renate Boschert          | 1,75  |       |
| 10      | Astrid Tveit             | 1,75  |       |
| 11      | Miloslava Hübnerová      | 1,75  |       |
| 12      | Mária Mračnová           | 1,75  |       |